# Mia E. Göransson
Maria (Mia) Eklund Göransson, född 1961, är en svensk konstnär. Hon är sedan 2011 professor i keramik vid Högskolan för design och konsthantverk i Göteborg.
Göransson finns representerad på bland annat Nationalmuseum och Röhsska museet.